# Virginia Woolf
Adeline Virginia Woolf z domu Stephen (ur. 25 stycznia 1882 w Londynie, zm. 28 marca 1941 w Rodmell) – angielska pisarka i feministka, uważana za jedną z czołowych postaci literatury modernistycznej XX wieku.
W okresie między I i II wojną światową była znaczącą postacią w literackiej społeczności Londynu i członkinią Bloomsbury Group. Jej najbardziej znane powieści to: Pani Dalloway, Do latarni morskiej i Pokój Jakuba, a najbardziej znane eseje to Własny pokój i Trzy gwinee. Do jej osiągnięć należy oryginalne podejście do czasu i świadomości, wprowadzanie nowatorskich technik narracyjnych (strumień świadomości, poetycki impresjonizm), subtelna gra perspektyw, zerwanie z konwencjami realizmu (twórczość porównywana do prozy J. Joyce’a i W. Faulknera).

## Życiorys

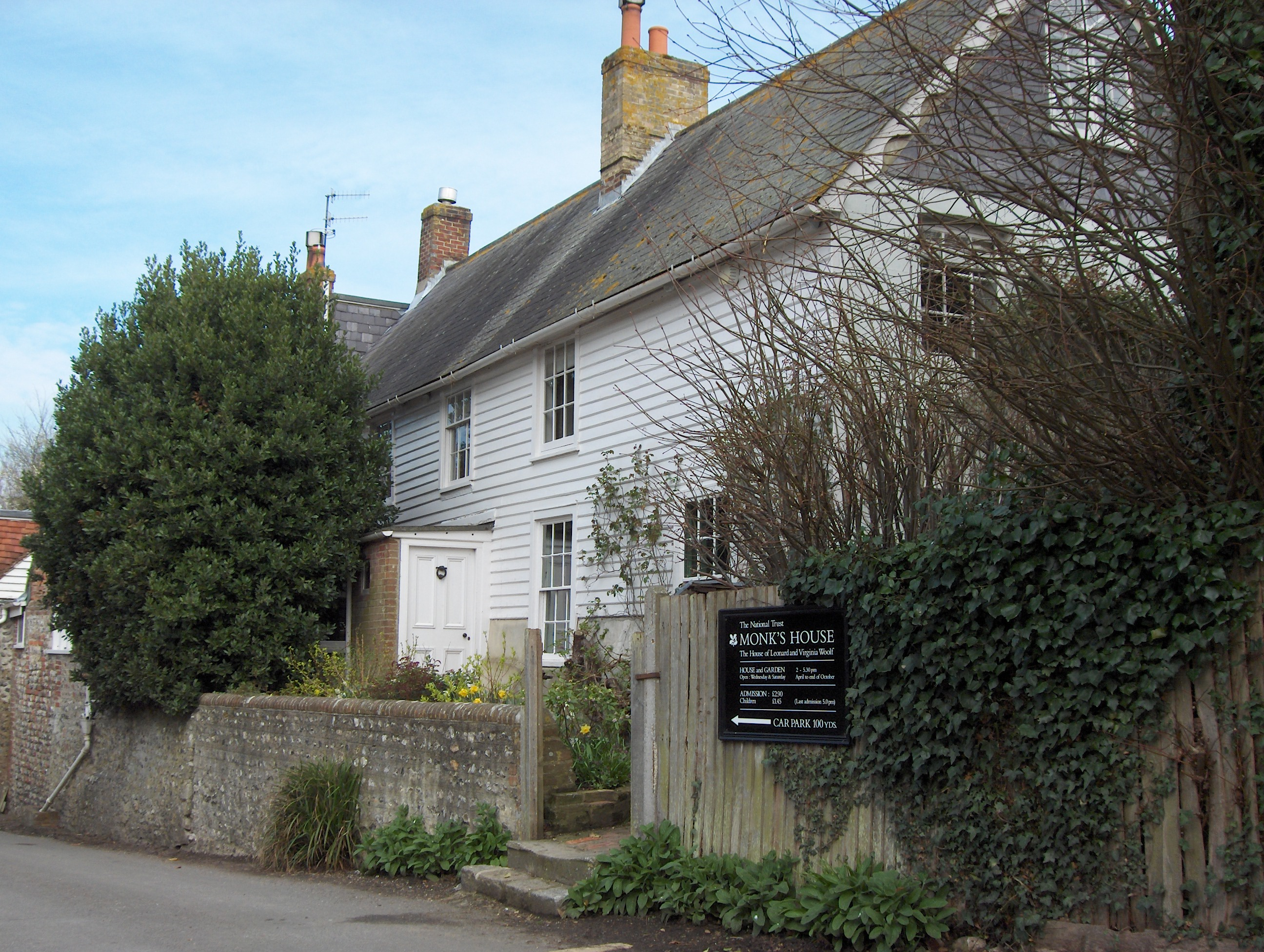
Dom Leonarda i Virginii Woolfów w Rodmell (2005)

Urodziła się jako Adeline Virginia Stephen przy 22 Hyde Park Gate w dzielnicy Kensington, w Londynie. Była córką sir Lesliego Stephena i Julii Prinsep Duckworth z domu Jackson (1846–1895).
Rodzice Virginii pobrali się po tym, gdy każde z nich straciło poprzedniego partnera. W wyniku takiego związku w ich domu mieszkały dzieci z trzech małżeństw. Dzieci Julii, które miała ze swoim pierwszym mężem, Herbertem Duckworthem, to: George Duckworth (1868-1934), Stella Duckworth (1869-1897) i Gerald Duckworth (1870-1937). Laura Makepeace Stephen (1870-1945), córka Lesliego i Harriet Marion Thackeray, była psychicznie chora i mieszkała z rodzicami, dopóki w 1891 roku nie umieszczono jej w zakładzie zamkniętym, gdzie spędziła resztę życia. Czworo dzieci Lesliego i Julii to: Vanessa Stephen (1879-1961), Thoby Stephen (1880-1906), Virginia (1882-1941) i Adrian Stephen (1883-1948).
Sława Lesliego Stephena jako redaktora, krytyka i biografa, jak również jego znajomość z Williamem Thackerayem (jego teściem – był to ojciec pierwszej żony Lesliego) oznaczały, że Virginia Woolf wychowywała się w środowisku nasyconym wpływami wiktoriańskiego społeczeństwa literackiego. Henry James, George Henry Lewes, Julia Margaret Cameron (ciotka Julii Duckworth) i James Russell Lowell, który był ojcem chrzestnym Virginii, również odwiedzali jej dom rodzinny.
Julia Duckworth Stephen była równie dobrze ustosunkowana. Jako potomkini damy dworu Marii Antoniny pochodziła z rodziny słynącej z piękności, które pozostawiły swój ślad w społeczeństwie wiktoriańskim jako modelki dla artystów prerafaelickich i wczesnych fotografów. Uzupełnieniem tych wpływów była ogromna biblioteka na 22 Hyde Park Gate, z pomocą której Virginię zaznajamiano z filologią klasyczną i angielską literaturą. Jednakże według jej pamiętników, jej najbarwniejsze wspomnienia z dzieciństwa nie są związane z Londynem, lecz z St Ives w Kornwalii, gdzie jej rodzina spędzała każde lato, aż do 1895. Wspomnienia rodzinnych wakacji i wrażenie, jakie wywarł na niej krajobraz, a zwłaszcza Godrevy Lighthouse, były źródłem powieści, które pisała w późniejszych latach, szczególnie Do latarni morskiej.
Nagła śmierć matki z powodu grypy i przyrodniej siostry Stelli dwa lata później były przyczyną pierwszego z kilku załamań nerwowych Virginii. Śmierć jej ojca w roku 1904 spowodowała jej najbardziej niepokojące załamanie nerwowe i została ona na krótki czas umieszczona w zakładzie psychiatrycznym. Współcześni jej uczeni stwierdzili, że załamania i późniejsze powtarzające się okresy depresji były również wywołane przez fakt, że Virginia i Vanessa były wykorzystywane seksualnie przez swoich przyrodnich braci, George’a i Geralda. Współczesne metody diagnostyczne sprawiły, że postrzega się Virginię jako osobę cierpiącą z powodu choroby afektywnej dwubiegunowej, która rzutowała na jej życie i twórczość i ostatecznie doprowadziła ją do samobójstwa.
Po śmierci ojca i po drugim załamaniu nerwowym, Virginia, Vanessa i Adrian sprzedali dom na 22 Hyde Park Gate i kupili nowy na 46 Gordon Square w Bloomsbury. Tam poznali Lyttona Strachey, Clive’a Bella, Saxona Sydneya-Turnera, Duncana Granta i Leonarda Woolfa, którzy stanowili rdzeń koła intelektualnego znanego jako Bloomsbury Group.
Virginia rozpoczęła swoją karierę pisarską w 1905 dziennikarskim artykułem na temat Haworth (domu rodziny Brontë) dla „Times Literary Supplement”.
W 1912 poślubiła Leonarda Woolfa, pisarza, urzędnika służby cywilnej i teoretyka politycznego. Część biografów uważa, iż małżeństwo Virginii z Leonardem nigdy nie było skonsumowane, jako że Virginia miała być lesbijką. W 1922 poznała Vitę Sackville-West, z którą miała mieć romans przez większość lat dwudziestych.
Jej pierwsza powieść, The Voyage Out, została wydana w 1915 przez wydawnictwo jej przyrodniego brata, Gerald Duckworth and Company Ltd. Oryginalny tytuł brzmiał Melymbrosia, jednak – w związku z krytyką dotyczącą politycznego charakteru książki – Virginia Woolf wprowadziła zmiany w powieści włącznie z tytułem. Ta starsza wersja The Voyage Out została skompilowana i jest obecnie dostępna pod oryginalnym tytułem. Większość jej prac została wydana przez firmę Hogarth Press, założoną przez nią i jej męża w 1917. Virginia Woolf została okrzyknięta jedną z największych powieściopisarek dwudziestego wieku i jedną z czołowych przedstawicielek modernistów, mimo że gardziła niektórymi artystami w tej kategorii.
Pod koniec 1940 Virginia miała kolejny silny atak nerwowy. Tym razem czuła, że nie jest w stanie wyzdrowieć. 28 marca 1941, w wieku 59 lat, napełniła kieszenie kamieniami i rzuciła się do rzeki Ouse, nieopodal jej domu w Rodmell. Pozostawiła dwa listy pożegnalne: jeden dla swojej siostry Vanessy, a drugi dla swojego męża.
Najdroższy, jestem pewna, że znów tracę zmysły. Czuję, że nie damy rady przejść przez te kolejne trudne chwile. I że tym razem nie wyzdrowieję. Zaczynam słyszeć głosy i nie mogę się skoncentrować. Więc robię to, co uważam za najlepsze. Dałeś mi radość największą z możliwych. Byłeś w każdy możliwy sposób wszystkim, kim każdy mógł być. Nie sądzę, że dwoje ludzi mogło być szczęśliwszymi, aż przyszła ta straszliwa choroba. Nie mogę już dłużej walczyć. Wiem, że niszczę twoje życie, że beze mnie mógłbyś pracować. I będziesz, wiem to. Jak widzisz, nie umiem nawet poprawnie tego napisać. Nie mogę czytać. Chcę tylko powiedzieć, że całą radość mojego życia zawdzięczam tobie. Byłeś względem mnie niesamowicie cierpliwy i niewiarygodnie dobry. Chcę powiedzieć, że – wszyscy to wiedzą. Gdyby ktokolwiek mógł mnie uratować, byłbyś to ty. Nie mam już nic oprócz pewności, że jesteś dobry. Nie mogę dłużej niszczyć ci życia. Nie sądzę, że dwoje ludzi mogło być szczęśliwszymi, niż my byliśmy. W.” (tłumaczenie własne)
oryginalny cytat:
„Dearest, I feel certain that I am going mad again. I feel we can’t go through another of those terrible times. And I shan’t recover this time. I begin to hear voices, and I can’t concentrate. So I am doing what seems the best thing to do. You have given me the greatest possible happiness. You have been in every way all that anyone could be. I don’t think two people could have been happier 'til this terrible disease came. I can’t fight any longer. I know that I am spoiling your life, that without me you could work. And you will I know. You see I can’t even write this properly. I can’t read. What I want to say is I owe all the happiness of my life to you. You have been entirely patient with me and incredibly good. I want to say that – everybody knows it. If anybody could have saved me it would have been you. Everything has gone from me but the certainty of your goodness. I can’t go on spoiling your life any longer. I don’t think two people could have been happier than we have been. V.” (The Letters of Virginia Woolf, vol. VI, p. 481).
Virginia Woolf i jej mąż – z pochodzenia Żyd, byli bardzo krytycznie nastawieni w stosunku do nazizmu, lecz nie do końca jest jasne dlaczego nazwiska ich obojga naziści niemieccy umieścili na Sonderfahndungsliste G.B., liście wrogów III Rzeszy.

## Dzieła

### Powieści
- Podróż w świat (The Voyage Out, 1915, wyd. polskie 2009)
- Noc i dzień (Night and Day, 1919, wyd. polskie 2010)
- Pokój Jakuba (Jacob’s Room, 1920, wyd. polskie 2009)
- Pani Dalloway (Mrs. Dalloway, 1925, wyd. polskie 1961)
- Do latarni morskiej (To the Lighthouse, 1927, wyd. polskie 1962)
- Orlando: biografia (Orlando: a Biography, 1928, wyd. polskie 1994) – zobacz Orlando (film)
- Fale (The Waves, 1931, wyd. polskie 1983)
- Flush: biografia (Flush: a Biography, 1933, wyd. polskie 1994)
- Lata (The Years, 1937, wyd. polskie 1958)
- Między aktami (Between the Acts, 1941, wyd. polskie 2008)

### Opowiadania
- Monday or Tuesday (1921)
- A Haunted House and Other Stories (1943)
- Wybór opowiadań w polskim przekładzie: Dama w lustrze, przeł. Maja Lavergne, Warszawa 2003

### Utwory niepowieściowe
- The Common Reader (1925)
- Własny pokój (A Room of One’s Own, 1929, wyd. polskie 2002)
- The Second Common Reader (1933)
- Trzy gwinee (Three Guineas, 1938, wyd. polskie 2002)
- Roger Fry: A Biography (1940)
- The Death of the Moth and Other Essays (1942)
- The Moment and Other Essays (1948)
- Chwile istnienia (Moments of Being, 1976, wyd. polskie 2005)
- Modern Fiction (1919)
- Siedem szkiców (Carlyle’s House and Other Sketches, 1975, wyd. polskie 2009)
- Chwile wolności. Dziennik 1915-1941 (A Moment’s Liberty. The Shorter Diary, 1990, wyd. polskie 2007)

## Biografie Virginii Woolf w języku polskim
- Virginia Woolf, Morświn w różowym oknie. Listy Virginii Woolf do Vity Sackville-West. Wybór, przekład, opracowanie: Danuta Piestrzyńska. Warszawa 2003, Twój Styl;
- Quentin Bell, Virginia Woolf. Biografia. Przełożyła Maja Lavergne. Warszawa 2004, Twój Styl;
- Jane Dunn, Virginia Woolf i Vanessa Bell. Sekretny układ. Przełożył Paweł Łopatka. Kraków 2004, Wydawnictwo Literackie;
- Vanessa Curtis, Kobiety Virginii Woolf. Przełożyła Maja Lavergne. Ossa 2004, Dom Na Wsi.